# Lista de ministros da Presidência de Portugal

Bandeira de ministro de Portugal.

António Leitão Amaro, atual Ministro da Presidência.

Esta é uma lista de ministros da Presidência em Portugal, entre a criação do cargo a 2 de agosto de 1950 e a atualidade.
A lista cobre o período ditatorial do Estado Novo (1933–1974) e o atual período democrático (1974–atualidade)

## Designação
Entre 1950 e a atualidade, o cargo de ministro da Presidência teve as seguintes designações:
- Ministro da Presidência — designação usada entre 2 de agosto de 1950 e 22 de junho de 1961;
- Cargo extinto — entre 22 de junho de 1961 e 17 de agosto de 1987
- Ministro da Presidência — designação usada entre 17 de agosto de 1987 e 16 de março de 1995;
- Cargo extinto — entre 16 de março de 1995 a 28 de outubro de 1995;
- Ministro da Presidência — designação usada entre 28 de outubro de 1995 e 25 de novembro de 1997;
- Cargo extinto — entre 25 de novembro de 1997 e 25 de outubro de 1999;
- Ministro da Presidência — designação usada entre 25 de outubro de 1999 e 17 de julho de 2004;
- Ministro de Estado e da Presidência — designação usada entre 17 de julho de 2004 e 12 de março de 2005;
- Ministro da Presidência — designação usada entre 12 de março de 2005 e 21 de junho de 2011;
- Cargo extinto — entre 21 de junho de 2011 e 13 de abril de 2013;
- Ministro da Presidência e dos Assuntos Parlamentares — designação usada entre 13 de abril de 2013 e 30 de outubro de 2015.
- Ministro da Presidência e do Desenvolvimento Regional — designação usada entre 30 de outubro de 2015 e 26 de novembro de 2015.
- Ministro da Presidência e da Modernização Administrativa — designação usada entre 26 de novembro de 2015 e 26 de outubro de 2019;
- Ministro de Estado e da Presidência — designação usada entre 26 de outubro de 2019 e 30 de março de 2022;
- Ministro da Presidência — designação usada desde 30 de março de 2022.

## Numeração
São contabilizados os períodos em que o ministro esteve no cargo ininterruptamente, não contando se este serve mais do que um mandato consecutivo. Ministros que sirvam em períodos distintos são, obviamente, distinguidos numericamente. 

## Lista
| Segunda República (1926–1974)            |                                                                             |         |                         |                         |         |
| #                                        | Ministro da Presidência (Nascimento–Morte)                                  | Retrato | Início do mandato       | Fim do mandato          | Governo |
| Estado Novo (1933–1974)                  |                                                                             |         |                         |                         |         |
| 1                                        | João Pinto da Costa Leite "Lumbrales" (1905–1975)                           |         | 2 de agosto de 1950     | 7 de julho de 1955      | II      |
| 2                                        | Marcelo José das Neves Alves Caetano (1906–1980)                            |         | 7 de julho de 1955      | 14 de agosto de 1958    | II      |
| 3                                        | Pedro Teotónio Pereira (1902–1972)                                          |         | 14 de agosto de 1958    | 22 de junho de 1961     | II      |
| –                                        | Cargo abolido                                                               |         | 22 de junho de 1961     | 25 de abril de 1974     | ——      |
| Terceira República (1974–presente)       |                                                                             |         |                         |                         |         |
| #                                        | Ministro da Presidência (Nascimento–Morte)                                  | Retrato | Início do mandato       | Fim do mandato          | Governo |
| Junta de Salvação Nacional (1974)        |                                                                             |         |                         |                         |         |
| –                                        | Cargo abolido                                                               |         | 25 de abril de 1974     | 16 de maio de 1974      | ——      |
| Governos Provisórios (1974–1976)         |                                                                             |         |                         |                         |         |
| –                                        | Cargo abolido                                                               |         | 16 de maio de 1974      | 23 de julho de 1976     | ——      |
| Governos Constitucionais (1976-Presente) |                                                                             |         |                         |                         |         |
| –                                        | Cargo abolido                                                               |         | 23 de julho de 1976     | 17 de agosto de 1987    | ——      |
| 4                                        | Joaquim Fernando Nogueira (1950–)                                           |         | 17 de agosto de 1987    | 16 de março de 1995     | XI      |
| 4                                        | Joaquim Fernando Nogueira (1950–)                                           | XII     | 17 de agosto de 1987    | 16 de março de 1995     |         |
| –                                        | Cargo abolido                                                               |         | 16 de março de 1995     | 28 de outubro de 1995   | ——      |
| 5                                        | António Manuel de Carvalho Ferreira Vitorino (1957–)                        |         | 28 de outubro de 1995   | 25 de novembro de 1997  | XIII    |
| –                                        | Cargo abolido                                                               |         | 25 de novembro de 1997  | 25 de outubro de 1999   | ——      |
| 6                                        | Jorge Paulo Sacadura Almeida Coelho (1954–2021)                             |         | 25 de outubro de 1999   | 14 de setembro de 2000  | XIV     |
| 7                                        | Guilherme Waldemar Pereira de Oliveira Martins (1952–)                      |         | 14 de setembro de 2000  | 6 de abril de 2002      | XIV     |
| 8                                        | Nuno Albuquerque de Morais Sarmento (1961–)                                 |         | 6 de abril de 2002      | 17 de julho de 2004     | XV      |
| #                                        | Ministro de Estado e da Presidência (Nascimento–Morte)                      | Retrato | Início do mandato       | Fim do mandato          | Governo |
| –                                        | Nuno Albuquerque de Morais Sarmento (continuação) (1961–)                   |         | 17 de julho de 2004     | 12 de março de 2005     | XVI     |
| #                                        | Ministro da Presidência (Nascimento–Morte)                                  | Retrato | Início do mandato       | Fim do mandato          | Governo |
| 9                                        | Manuel Pedro Cunha da Silva Pereira (1962–)                                 |         | 12 de março de 2005     | 21 de junho de 2011     | XVII    |
| 9                                        | Manuel Pedro Cunha da Silva Pereira (1962–)                                 | XVIII   | 12 de março de 2005     | 21 de junho de 2011     |         |
| –                                        | Cargo abolido                                                               |         | 21 de junho de 2011     | 13 de abril de 2013     | ——      |
| #                                        | Ministro da Presidência e dos Assuntos Parlamentares (Nascimento–Morte)     | Retrato | Início do mandato       | Fim do mandato          | Governo |
| 10                                       | Luís Maria de Barros Serra Marques Guedes (1957–)                           |         | 13 de abril de 2013     | 30 de outubro de 2015   | XIX     |
| #                                        | Ministro da Presidência e do Desenvolvimento Regional (Nascimento–Morte)    | Retrato | Início do mandato       | Fim do mandato          | Governo |
| –                                        | Luís Maria de Barros Serra Marques Guedes (continuação) (1957–)             |         | 30 de outubro de 2015   | 26 de novembro de 2015  | XX      |
| #                                        | Ministro da Presidência e da Modernização Administrativa (Nascimento–Morte) | Retrato | Início do mandato       | Fim do mandato          | Governo |
| 11                                       | Maria Manuel de Lemos Leitão Marques (1952–)                                |         | 26 de novembro de 2015  | 18 de fevereiro de 2019 | XXI     |
| 12                                       | Mariana Guimarães Vieira da Silva (1978–)                                   |         | 18 de fevereiro de 2019 | 26 de outubro de 2019   | XXI     |
| #                                        | Ministro de Estado e da Presidência (Nascimento–Morte)                      | Retrato | Início do mandato       | Fim do mandato          | Governo |
| –                                        | Mariana Guimarães Vieira da Silva (continuação) (1978–)                     |         | 26 de outubro de 2019   | 30 de março de 2022     | XXII    |
| #                                        | Ministro da Presidência (Nascimento–Morte)                                  | Retrato | Início do mandato       | Fim do mandato          | Governo |
| 1                                        | Mariana Guimarães Vieira da Silva (continuação) (1978–)                     |         | 30 de março de 2022     | 2 de abril de 2024      | XXIII   |
| 2                                        | António Egrejas Leitão Amaro (1980-)                                        |         | 2 de abril de 2024      | presente                | XXIV    |
| 2                                        | António Egrejas Leitão Amaro (1980-)                                        | XXV     | 2 de abril de 2024      | presente                |         |

### Lista de ministros da Presidência vivos
| Nome                          | Mandato(s) | Idade              |
| ----------------------------- | ---------- | ------------------ |
| Fernando Nogueira             | 1987–1995  | 75 anos e 70 dias  |
| António Vitorino              | 1995–1997  | 68 anos e 143 dias |
| Guilherme de Oliveira Martins | 2000–2002  | 72 anos e 254 dias |
| Nuno Morais Sarmento          | 2002–2005  | 64 anos e 124 dias |
| Pedro Silva Pereira           | 2005–2011  | 62 anos e 293 dias |
| Luís Marques Guedes           | 2013–2015  | 67 anos e 283 dias |
| Maria Manuel Leitão Marques   | 2015–2019  | 72 anos e 285 dias |
| Mariana Vieira da Silva       | 2019–2024  | 47 anos e 27 dias  |
| António Leitão Amaro          | 2024–      | 45 anos e 63 dias  |